# السياحة في موريشيوس
السياحة في موريشيوس تطورت موريشيوس خلال الثلاثين عاماً الماضية من اقتصاد منخفض الدخل يعتمد على الزراعة إلى اقتصاد متنوع متوسط الدخل. كان جزء كبير من هذا النمو الاقتصادي نتيجة لتوسع قطاع السياحة الفاخرة. كانت موريشيوس تعتمد بشكل أساسي على صناعتي السكر والمنسوجات، ومع انخفاض أسعار السكر العالمية وعدم جدوى إنتاج المنسوجات اقتصاديًا، قررت الحكومة توسيع صناعة السياحة. على مر السنين كان معظم زوار موريشيوس يأتون من الدول الأوروبية.ونتيجة للتباطؤ الاقتصادي الناجم عن أزمة الديون الأوروبية، قررت الحكومة تنويع سوقها من خلال توفير رحلات مباشرة إلى الدول الآسيوية والأفريقية التي كانت تشهد نمواً أعلى من حيث وصولها.

## ملخص

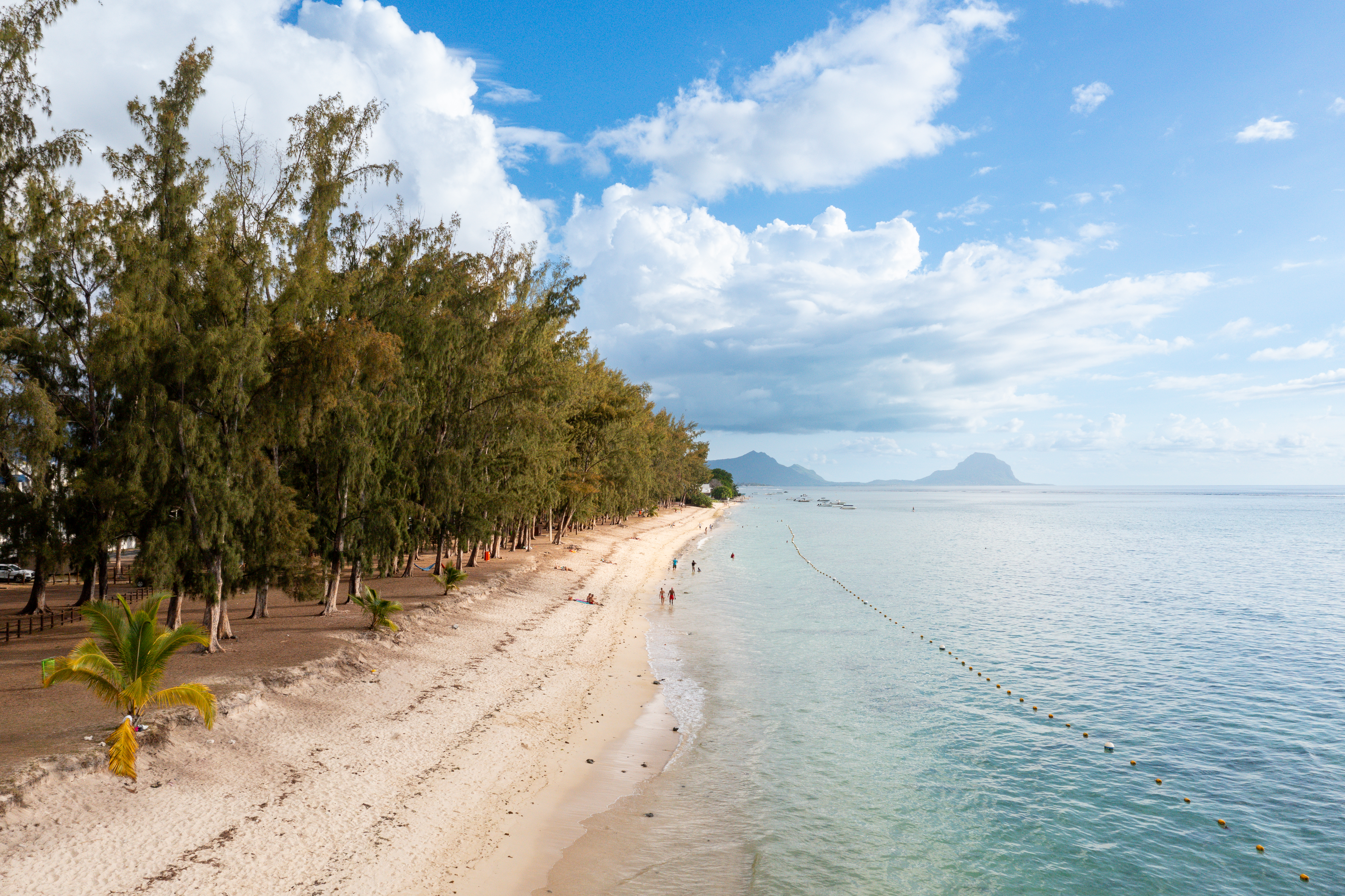
شاطئ موريشيوس

تعمل هيئة الترويج السياحي الخاضعة لإشراف وزارة السياحة في موريشيوس على الترويج لموريشيوس من خلال إجراء حملات إعلانية والمشاركة في المعارض السياحية وتنظيم حملات وأنشطة ترويجية في موريشيوس والخارج بالتعاون مع صناعة السياحة المحلية. تتولى هيئة السياحة مسؤولية ترخيص وتنظيم والإشراف على أنشطة المؤسسات السياحية والقوارب الترفيهية والملاحين. كما أنها تساهم في الارتقاء بالوجهة وتقدم المساعدة الفنية لجزيرة رودريغيز . كما تأسس جمعية أصحاب الفنادق والمطاعم في جزيرة موريس عام 1973 لتمثيل وتعزيز مصالح الفنادق والمطاعم في موريشيوس. كما تحتوي موريشيوس حاليًا على موقعين للتراث العالمي لليونسكو ، وهما أبرافاسي غات ومشهد مورن الثقافي. بالإضافة إلى ذلك، فإن منتزه بلاك ريفر جورجيس الوطني مدرج حاليًا على القائمة المؤقتة لليونسكو.

## إحصائيات
وفقًا لإحصاءات موريشيوس، بلغ إجمالي عدد الركاب الوافدين إلى موريشيوس في عام 2011 حوالي 1,294,387، وبلغ عدد السياح الوافدين لعام 2011 العام 964,642. في عام 2012، سجلت اثنتان من الأسواق الناشئة، هما الاتحاد الروسي وجمهورية الصين الشعبية، نمواً إيجابياً بلغ 58.9% و38.0% على التوالي. ووفقا لبنك موريشيوس ، بلغت إيرادات السياحة الإجمالية 44 مليار روبية أي ما يعادل 949 مليون دولار أمريكي في عام 2012. كان من المتوقع أن يصل عدد السياح الوافدين لعام 2013 إلى مليون سائح.
تُظهر بيانات موقع وزارة السياحة عن أعداد الوافدين السياحيين لعام 2018 أن عدد الوافدين السياحيين لعام 2018 ارتفع بنسبة 4.3% ليصل إلى 1,399,408 مقارنة بـ 1,341,860 لعام 2017. 2. كما ارتفع عدد الوافدين السياحيين عن طريق الجو بنسبة 3.6% من 1,312,295 في عام 2017 إلى 1,359,688 عام 2018، بينما ارتفع عدد الوافدين عن طريق البحر بنسبة 34.3% من 29,565 إلى 39,720. 3، والتي شكلت 71% من إجمالي أعداد الوافدين السياحيين لعام 2018.